# Дежавю (пісня)
Дежавю — пісня українського співака Артем Пивоваров із альбому «Земной», що вперше з'явилася 10 липня 2020 року в російськомовній версії, а 17 липня в україномовній.

## Музичне відео
10 липня 2020 року в YouTube було представлено музичне відео на дві російськомовні пісні співака — «Дежавю» та «Позови». А через тиждень вийшло відео з україномовною версією пісні «Дежавю».
Режисером кліпу став Тарас Голубков разом з Inakshe Production, які зняли вже 11-ту роботу артиста. 
Ідея кліпу на сингл «Дежавю» була побудована на тому, щоб підкреслити циклічність стану дежавю за допомогою повторюваної ситуації з одних і тих самих рухів і через хореографію. Танцюристи і перший в Україні професійний колектив маршових барабанщиків «Drum Art Show» своїми позами і рухами створюють «узори» в кадрі, створюючи колообіг подій. Хореографом-постановником кліпу виступив Олесь Пасічник.
«Цей кліп має дуже простий підтекст. Він, як і пісня, створений для того, щоб слухач/глядач зміг звільнитися від всіх своїх внутрішніх суперечок, конфліктів або зацикленості на чомусь і повністю віддатися енергії танцю. Саме через це тут присутні максимум танців, кача та енергії» – поділився Артем Пивоваров. 
В YouTube україномовний відеокліп станом на липень 2024 року має більше 70 млн переглядів, що робить його одним із 5 найпопулярніших українських музичних відео. Російськомовний відеокліп має близько 49 млн переглядів.

## Премії та номінації
| Рік  | Премія                | Номінація                                        | Результат |
| ---- | --------------------- | ------------------------------------------------ | --------- |
| 2020 | Музична платформа     | Найкраща пісня року                              | Перемога  |
| 2021 | Top Hit Music Awards  | Пісня року (чоловічий вокал)                     | Перемога  |
| 2021 | Top Hit Music Awards  | Відеокліп року (чоловічий вокал) YouTube Ukraine | Перемога  |
| 2021 | YUNA                  | Найкраща пісня                                   | Перемога  |
| 2021 | Українська пісня року | Надія української пісні                          | Перемога  |